# Bristol (Vermont)
Pour les articles homonymes, voir Bristol.
Bristol est une ville située dans le comté d'Addison, dans l'ouest de l'État américain du Vermont.
La ville, fondée le 26 juin 1762, comptait une population de 3 894 habitants au recensement de 2010.